# Dariusz Wdowczyk
Dariusz Janusz Wdowczyk (ur. 25 września 1962 w Warszawie) – polski trener piłkarski i piłkarz, który występował na pozycji obrońcy. W latach 1984–1992 reprezentant Polski.

## Kariera piłkarska

### Przebieg kariery
Karierę piłkarską rozpoczynał jako zawodnik Gwardii Warszawa. W barwach „Harpagonów” zadebiutował w polskiej ekstraklasie w sezonie 1981/1982. Był już wówczas podstawowym zawodnikiem warszawskiej drużyny. Udanymi występami w Gwardii zwrócił na siebie uwagę bardziej utytułowanego lokalnego rywala – Legii. Od 1983 przez 7 sezonów występował w barwach „Wojskowych”. Był jednym z najlepszych zawodników stołecznej drużyny w latach osiemdziesiątych. Mimo że Legii nie udało się zdobyć wówczas mistrzostwa Polski, Wdowczyk był także uznawany za jednego najlepszych w tamtym czasie polskich piłkarzy. Jako obrońca Legii zasłynął m.in. silnymi strzałami, co pozwoliło mu zdobyć 16 bramek dla „Wojskowych”. Ogółem w barwach Legii rozegrał 192 oficjalne spotkania, w tym 152 ligowe. Pełnił również funkcję kapitana Legii. W połowie sezonu 1989/1990 przeniósł się do Szkocji, gdzie przez 5 sezonów występował w drużynie Celtic F.C., wspólnie z innym byłym „legionistą” Dariuszem Dziekanowskim. Później przez kilka lat występował w angielskim Reading F.C. Karierę piłkarską zakończył w 1998 jako gracz stołecznej Polonii Warszawa, gdzie następnie rozpoczął pracę szkoleniową. W lidze polskiej rozegrał 211 spotkań, w których strzelił 17 goli. W lidze szkockiej zaliczył 119 gier strzelając 4 gole, zaś w lidze angielskiej rozegrał 82 mecze.

### Sukcesy piłkarskie
Jako zawodnik Legii zdobył Puchar Polski oraz Superpuchar w 1989 oraz przyczynił się do zdobycia Pucharu w 1990.

### Reprezentacja
Jeszcze jako nastolatek bronił barw narodowych występując w juniorskich reprezentacjach Polski. Tam też osiągnął swoje największe sukcesy na arenie międzynarodowej. W 1980 i 1981 zdobył dwa razy z rzędu tytuł wicemistrza Europy do lat 18. Z czasem, dzięki udanym występom w Gwardii i Legii, zwrócił uwagę selekcjonera pierwszej reprezentacji Antoniego Piechniczka. W drużynie narodowej zadebiutował meczem z Finlandią 12 września 1984. Później regularnie występował w reprezentacji, jednak zabrakło go w kadrze na Mistrzostwa Świata w 1986 w Meksyku. Był podstawowym zawodnikiem w drużynach prowadzonych przez Wojciecha Łazarka i Andrzeja Strejlaua. W 6 meczach był kapitanem reprezentacji, m.in. w spotkaniach z Anglią i Szwecją na koniec eliminacji do Mistrzostw Świata we Włoszech. Przygodę z drużyną narodową zakończył 19 maja 1992 spotkaniem z Austrią. W barwach Polski wystąpił 53 razy, strzelił 2 bramki.

## Kariera trenerska
Pracę szkoleniowca zaczynał jeszcze jako zawodnik Polonii Warszawa. Na początku sezonu 1998/1999 był grającym asystentem Zdzisława Podedwornego. Po zakończeniu kariery piłkarskiej i dymisji Podedwornego wspólnie z dyrektorem sportowym Polonii Jerzym Engelem zostali szkoleniowcami „Czarnych Koszul”. Po zatrudnieniu Engela na stanowisku selekcjonera kadry narodowej w przerwie zimowej sezonu 1999/2000 Wdowczyk został samodzielnym pierwszym trenerem Polonii, którą w tym samym sezonie doprowadził do tytułu mistrza Polski oraz zwycięstwa w Pucharze Ligi, a następnie zwycięstwa w Superpucharze.
Po niezbyt udanej dla Polonii rundzie jesiennej sezonu 2000/2001 Wdowczyk pożegnał się z pracą w Warszawie. Przez kilka miesięcy pracował w Orlenie Płock, a następnie w Widzewie Łódź, skąd został zwolniony jeszcze przed pierwszym meczem sezonu.
Później został zatrudniony w trzecioligowej Koronie Kielce, z którą awansował do II ligi. Ma też swój udział w awansie Korony do I ligi, gdyż prowadził drużynę w pierwszej połowie sezonu, później jednak rozwiązał kontrakt z klubem w związku z możliwością objęcia Legii.
Kilkakrotnie wymieniany był jako potencjalny kandydat do objęcia funkcji trenera Legii Warszawa. W spekulacjach medialnych uważany był za faworyta szefów nowego właściciela warszawskiej drużyny – Grupy ITI. Stanowisko szkoleniowca Legii objął ostatecznie we wrześniu 2005 zastępując Jacka Zielińskiego, który został jego asystentem. Owocem jego pracy było zdobycie Mistrzostwa Polski w 2006. Sezon 2006/2007 nie był już tak udany dla Wdowczyka. Po porażce w eliminacjach do Ligi Mistrzów, odpadnięciu z Pucharu UEFA i Pucharu Polski oraz niepowodzeniach w lidze jego pozycja w Legii została zagrożona. W konsekwencji kolejnych nieudanych występów w rundzie wiosennej, 13 kwietnia 2007 został zwolniony ze stanowiska.
1 lipca 2007 objął obowiązki dyrektora ds. piłki nożnej w szkockim klubie Livingston F.C. 29 października 2007 podpisał kontrakt z drugoligową Polonią Warszawa. Pracował tam niecałe pół roku z powodu zatrzymania pod zarzutami korupcji. Po rozwiązaniu kontraktu z Polonią z dniem 15 kwietnia 2008, w lipcu został zatrudniony w czwartoligowej Koronie Góra Kalwaria, oficjalnie w charakterze konsultanta. W tej roli pracował w Górze Kalwarii do marca 2009.

### Afera korupcyjna
28 marca 2008 Dariusz Wdowczyk został zatrzymany przez Centralne Biuro Antykorupcyjne, w związku z aferą korupcyjną w polskiej piłce. Prokurator postawił mu zarzut wręczania korzyści majątkowych sędziom i obserwatorom meczów w zamian za korzystne dla Korony Kielce prowadzenie i ocenianie meczów w sezonie 2003/2004. 29 marca został zwolniony. Oskarżony przyznał się do winy, a później dobrowolnie poddał się karze, dzięki czemu możliwe było rozpatrzenie jego sprawy w trybie przyspieszonym bez procesu. 16 września 2009 został skazany przez Sąd Rejonowy w Kielcach na 3 lata pozbawienia wolności w zawieszeniu na 5 lat, grzywnę w wysokości 100 tys. zł oraz trzyletni zakaz pracy w sporcie za udział w procederze korupcyjnym, w Koronie Kielce, w sezonie 2003/2004. Obarczono go również kwotą 20 470 zł tytułem kosztów sądowych.
Dodatkowo 29 października 2009 został skazany przez Wydział Dyscypliny PZPN na siedem lat bezwzględnej dyskwalifikacji (przy czym w karę tę wliczono okres zawieszenia licencji trenerskiej od 2008) oraz 20 tys. zł grzywny. Kara miała obowiązywać do 2016 roku. 5 lipca 2012, po upływie czterech lat zawieszenia, Komisja Kształcenia i Licencjonowania Trenerów PZPN udzieliła Wdowczykowi licencję UEFA Pro na okres 1 roku, zaś Trybunał Arbitrażowy przy PKOl przywrócił możliwość pracy w zawodzie trenera.

### Powrót do sportu
Po odbyciu kary zawieszenia, 20 marca 2013 powrócił na ławkę trenerską w Pogoni Szczecin. W swoim pierwszym sezonie uratował zespół przed spadkiem zajmując 12. miejsce, w drugim zaś po 30 kolejkach Pogoń znajdowała się tuż za podium (4. miejsce), jednak w fazie finałowej zespół przegrał 5 meczów i spadł na 7. miejsce. 21 października 2014 po porażce 0:5 i spadku na 10. miejsce, Wdowczyk odszedł z klubu za porozumieniem stron. Jego ogólny bilans w Pogoni to 19 zwycięstw, 22 remisy i 19 porażek.
Od 13 marca do 10 listopada 2016 był trenerem Wisły Kraków. 3 marca 2017 został trenerem Piasta Gliwice. 19 września 2017 został zwolniony z tego stanowiska.

## Sukcesy trenerskie

### Polonia Warszawa
- Ekstraklasa (1): 1999/00
- Puchar Ligi Polskiej (1): 2000
- Superpuchar Polski w piłce nożnej (1): 2000

### Legia Warszawa
- Ekstraklasa (1): 2005/06

## Kariera medialna
Od 2018 jest ekspertem kanałów sportowych należących do Grupy Polsat. W przerwach niektórych meczów piłkarskich można usłyszeć jego komentarze i analizy. Jest stałym gościem stacji Polsat Sport Premium, przy transmisjach rozgrywek Ligi Mistrzów UEFA.